# Wilhelm Leichum
Wilhelm Leichum   (Neu-Isenburg, 12 de maig de 1911 - Nijni Nóvgorod, 19 de juliol de 1941) va ser un atleta alemany, especialista en el salt de llargada i en curses de velocitat, que va competir durant la dècada de 1930.
El 1936 va prendre part en els Jocs Olímpics d'Estiu de Berlín, on disputà dues proves del programa d'atletisme. Guanyà la medalla de bronze en la cursa dels 4x100 metres relleus fent equip amb Erich Borchmeyer, Erwin Gillmeister i Gerd Hornberger; mentre en la prova del salt de llargada fou quart. El 1934 i 1938, al Campionat d'Europa d'atletisme, guanyà la medalla d'or en el salt de llargada.
Va morir a Gorki, mentre lluitava en el Front Oriental de la Segona Guerra Mundial, el 1941.

## Millors marques
- 100 metres. 10,4" (1936)
- Salt de llargada. 7,76 metres (1936)[3]